# Hendrefor
Die Megalithanlage von Hendrefor liegt in der Nähe der Farm Ucheldref in Cwm Cadnant, südwestlich von Llanddona auf der Insel Anglesey in Wales.
Die Reste der Kammern von Hendrefor sind heute zwei Haufen von Felsen mit einem aufrechten Stein, auf einer Weide. Ursprünglich haben die Steine zwei etwa 7,0 m voneinander entfernte, bereits Anfang des 19. Jahrhunderts zerstörte Kammern im Nordwesten und Südosten eines Tumulus oder Cairns gebildet, dessen Material schon lange abgeräumt ist.
Die westliche Kammer, mit den Tragsteinen sowie einem abgerollten 2,6 m langen Deckstein wurde im späten 18. Jahrhundert zerstört. Zu dieser Zeit stand noch die östliche Kammer mit ihrem 2,8 × 2,4 m messenden Deckstein auf zwei oder vier Tragsteinen. Sie ist dann vor 1825 bis auf den einsam stehenden Stein zerstört worden. Dieser Stein hat eine schwach L-förmiges Profil entweder als Folge einer Abspaltung während der Zerstörung oder in seiner ursprünglichen Funktion, ähnlich der bei einigen Steinen des Trethevy Quoit in Cornwall gefundenen, als Zugang für das periodische erfolgte Ein- oder Ausbringen der Knochen aus der Kammer.